# Croix de cimetière de Connigis
La croix de cimetière est une croix située à Connigis, en France.

## Localisation
La croix est située sur la commune de Connigis, dans le département de l'Aisne.

## Historique
Le monument est classé au titre des monuments historiques en 1922.